# Empis latro
Empis latro är en tvåvingeart som beskrevs av Frey 1953. Empis latro ingår i släktet Empis och familjen dansflugor. Inga underarter finns listade i Catalogue of Life.